# Rossia glaucopis
Rossia glaucopis — вид головоногих моллюсков рода Rossia из семейства Sepiolidae (Rossiinae). Мелкое придонное животное, обитающее в юго-восточной часть Тихого океана, северо-восточной Атлантике и в Арктике, от тропических до полярных вод. Безвредна для человека, не является объектом промысла. Охранный статус вида не оценивался.